# هوش اجتماعی
هوش اجتماعی (به انگلیسی:Social intelligence) توانایی شناخت خود و شناخت دیگران است. هوش اجتماعی از تجربه با افراد و یادگیری از موفقیت و شکست در محیط‌های اجتماعی ایجاد می‌شود. هوش اجتماعی در میان عموم ممکن است به عنوان «عقل سلیم» یا «هوش خیابانی» نیز شناخته شود.

## تعریف‌ها
راس هانی ویل دانشمند علوم اجتماعی چنین فرض می‌کند که هوش اجتماعی معیاری از خودآگاهی و آگاهی اجتماعی، باورها و نگرش‌های اجتماعی تکامل‌یافته، و ظرفیت و اشتها برای مدیریت تغییرات پیچیده اجتماعی است. روان‌شناسی به نام نیکلاس هامفری معتقد است که این هوش اجتماعی است و نه هوش کَمی که ما را به عنوان یک انسان تعریف می‌کند.
تعریف اصلی هوش اجتماعی (توسط ادوارد ثورندایک در سال ۱۹۲۰) «توانایی درک و مدیریت (تعاملات خود با) مردان، زنان، پسران و دختران و عمل به طوری عاقلانه در روابط انسانی» است. بنابراین این اصطلاح می‌تواند معادلی برای یکی از انواع هوش چندگانه هوارد گاردنر شناسایی شود و همچنین ارتباط نزدیکی با نظریه ذهن دارد.